# りゅうせい
りゅうせい（OREX; Orbital Re-entry Experiment, 軌道突入実験機）は、航空宇宙技術研究所（NAL）と宇宙開発事業団（NASDA）が共同開発した日本初の大気圏再突入実験機である。1994年（平成6年）2月4日にH-IIロケット1号機により打ち上げられ、計画通り大気圏に突入し太平洋に着水した。

## 目的と設計
NASDAではかねてよりH-IIロケット打ち上げ型有翼回収機（HOPE）の開発が進められていたが、その完成には大気圏再突入に関するデータの蓄積が必要だった。大気圏再突入における空気力・空力加熱・耐熱構造・通信・GPS航法に関するデータを取得し、また大気圏再突入を目的とした飛行体の設計・製作技術の蓄積を目的として開発されたのが本機である。

### 機体設計
- OREXは直径3.4m、高さ1.46mの円盤状の人工衛星で、円盤の片面は炭素繊維強化炭素複合材料やセラミックタイルから成る耐熱シールドになっていた。材質はHOPEで使用予定のものと同様だった。
- 熱構造・外形形状[2]
  - エアロシェルにはスペースシャトルなどで実績のあるC/C複合材とセラミックが使用される。C/C複合材は炭素繊維にフェノール樹脂を含侵させオートクレープ成型によって作られるCFRPである。
  - 球形のノーズキャップ部は曲率半径1.35m・直径1.7mの一体成型であり、当時としては世界最大級であった。大気中の酸素との燃焼を防止するためにSiCコーティングが施される。耐熱温度1,700℃程度に対し、熱解析では1,560℃程度になると予測された。
  - スカート部は進行方向から50°の角度をなす円錐形で、中心付近にC/C-TPS（Thermal Protection System）、外縁部にセラミックタイルTPSが採用された。
  - マッハ30から着水前の30m/sまで、広い速度域で空気力学的に安定するよう設計された。空力過熱はマッハ20の時点で最大となる。
- 推進系[2]
  - 減速（軌道離脱）用の推進器として、150Nの1液式ヒドラジン推進器を4基搭載し、合計600Nを300秒噴射する。ヒドラジンのタンクにはSFU用に開発したタンクが使用される。
  - 姿勢制御用の推進器として、GN2（窒素ガス）コールドガススラスタが進行方向の縦横の制御に出力6Nのものを4基、進行方向軸まわりの回転制御に推力3Nのものを2基を対として合計4基備える。
  - 後部にパラシュートが供えられる[3]。
- 計測通信系[2]
  - 送信機に295MHz、296.2MHzのVHF帯、出力5Wの送信機が2台[4]、モノポールアンテナを2基備える。大気圏突入中の通信ブラックアウトに備えて高度80kmから40kmの間は計測データをメモリに保存し、高度40km以下でデータを3倍速で読みだして地上へを送信する。
  - 小笠原島の地上局からのレーダを受信・増幅して応答するレーダトランスポンダを備える。
- 電力系[2]
  - 打ち上げから着水までの8,000秒間は内蔵の銀亜鉛電池によって電力供給される。
- GPS受信機
  - 東芝製のGPS受信機を搭載しており、これは日本初の人工衛星搭載用GPS受信機である。周回中の断続的な受信および、軌道離脱以降の839秒の連続受信、ブラックアウト明けの再補足と682秒の連続受信が実施された[5]。
  - 飛行後の軌道推定により単独測位で数十m、相対測位で10m以内の位置決定能力があると評価された[6]。

## 運用
H-IIロケット1号機にはOREXとH-IIロケット性能確認用ペイロード（VEP）が相乗りする形で搭載された。OREXとVEPは軌道投入後にそれぞれ「りゅうせい」「みょうじょう」と命名された。
1994年2月4日、H-IIロケット1号機は種子島宇宙センターから打ち上げられ、OREXを高度454.5kmの円軌道に、VEPを静止トランスファ軌道（GTO）の投入に成功した。
りゅうせいは1時間半かけて地球を一周して種子島上空に達し、種子島宇宙センターとの通信が可能となってから逆噴射を実施して減速する。軌道離脱中は種子島宇宙センターおよび小笠原局でデータを受信し、レーダによって追跡される。クリスマス島の西方約1,000km、高度約120kmで大気圏に再突入を開始し、約10分後にクリスマス島の南方460kmの太平洋上に軟着水に成功した。飛行時間は7,982秒（2時間13分）。これは日本初の大気圏再突入の実験であった。